# Srečko Matovič
Srečko Matovič, slovenski častnik, * 29. april 1965, Trbovlje.
Podpolkovnik Matovič je pripadnik Slovenske vojske- SV.

## Vojaška kariera
- Šola za rezervne častnike inženirstva Mekušje, Karlovec 1984 1985
- Pomočnik za motiviranje in informiranje na Generalštabu Slovenske vojske 1995
- Samostojni pomočnik za kulturno - manifestativno dejavnost na Generalštabu Slovenske vojske 1998
- Samostojni pomočnik za načrtovanje v Verifikacijskem centru od fabruarja 1999
povišan v majorja (29. oktober 2001) in v podpolkovnika 26. 10. 2012.
Aktiven na področju nadzora oborožitve kot vodja in član mednarodnih inšpekcijskih ocenjevalnih skupin OVSE - Organizacija za varnost in sodelovanje v Evropi v hrvaški 15. protioklepni artilerijski raketni brigadi (januar 2002), vodja mednarodne inšpekcije pod vodstvom Republike Slovenije na ozemlju Makedonije, z gostujočima inšpektorjema iz Francije in Zvezne republike Nemčije, gostujoči inšpektor iz Republike Slovenije, v inšpekciji na podlagi Dunajskega dokumenta o ukrepih za krepitev zaupanja, varnosti in sodelovanja iz leta 1999, ki jo je izvedla Zvezna republika Nemčija v Tadjikistanu, 2002, gostujoči inšpektor v imenu OVSE v inšpekciji Republike Srpske na podlagi Daytonskega sporazuma v Federaciji Bosne in Hercegovine, september 2003, vodja sprejemne skupine inšpekcije Slovaške republike v Republiki Sloveniji maj 1999. V kasnejšem obdobju vodja ali član narodnostno mešanih inšpekcijskih skupin v nadzorih na podlagi Dunajskega dokumenta OVSE iz l. 2011 v številnih državah članicah OVSE; (Avstrija, Bosna in Hercegovina, Ciper, Švedska, Finska, Moldavija itd.).
- Pomočnik obrambnega atašeja in obenem vojaški, pomorski in letalski ataše Republike Slovenije v ZDA na Veleposlaništvu RS v Washingtonu v ZDA in nerezidenčno v Kanadi ter Argentini, od aprila 2004 do avgusta 2008, vmes 7 mesecev pomočnik stalnega obrambnega predstavnika v Stalni misiji Republike Slovenije pri OZN v New Yorku,
- Načelnik Oddelka za civilno-vojaško sodelovanje na Poveljstvu sil Slovenske vojske, od avgusta 2008, september 2010 do april 2011 v mednarodnih silah KFOR na Kosovu, kot poveljnik skupin za nadzor in povezavo z mednarodnimi silami KFOR LMT (KFOR Liaison and Monitoring Team v občinah Vučitrn/Vushtrri in Srbica/Skenderaj.
- September 2010 do marca 2011 slušatelj 17. Višjega štabnega tečaja VŠT / Poveljniške štabne šole na Poveljstvu za doktrino, izobraževanje, razvoj in usposabljanje v Mariboru, september 2011 do december 2012 višji častnik za civilno vojaško sodelovanje v Odseku J-9 za civilno vojaška razmerja in podporo delovanja na Generalštabu Slovenske vojske, z januarjem 2013 preseljen sedež Generalštaba za operativno delovanje na Vrhniko v Vojašnico Ivana Cankarja.
- od junija 2012 do 2014 nacionalni predstavnik Slovenske vojske v koordinacijskem odboru Večnacionalne skupine za civilno vojaško delovanje (Multinational CIMIC Group - MNCG) iz Motta di Livenza, (TR) iz Italije;
- Od 22. decembra 2012 do 6. novembra 2014 pribočnik predsednika Republike Slovenije,
- od marca 2013 obenem načelnik sektorja S-5 za civilno vojaško sodelovanje v Poveljstvu 1. brigade SV v Ljubljani,
- oktober 2014 na enoletni misiji mednarodnih sil KFOR, vodja Oddelka za koordinacijo dela skupin za povezavo in nadzor LMT Coordination Cell na poveljstvu misije v bazi Film City, Priština/Prishtinë.
- november 2015 Višji častnik za mednarodno sodelovanje v Oddelku za mednarodno sodelovanje Sektorja za strateško planiranje na Generalštabu SV.
- od februarja 2017 dalje namestnik poveljnika Verifikacijskega centra Generalštaba Slovenske vojske.

### Izobrazba
- Matura na Gimnaziji Moste Ljubljana,
- Diplomirani obramboslovec Katedre za obramboslovje na Fakulteti za sociologijo, politične vede in novinarstinvo (FSPN), današnja Fakulteta za družbene vede (FDV) v Ljubljani.
- Zaključil šolo za rezervne častnike inženirstva 1984-1985, Karlovec, HRV.
- Opravil tečaj »Executive Course« na Evropskem centru za varnostne študije George C. Marshall, Garmisch-Partenkirchen januar - maj 1998,
- 2011-2012 uspešno opravljen zagovor zaključne naloge na 17.generaciji Višjega štabnega tečaja na PDRIU.

### Odlikovanja in priznanja
- Bronasta medalja Slovenske vojske
- Bronasta medalja generala Maistra
- Priznanje za 5 let dela na Ministrstvu za obrambo Republike Slovenije
- Bronasta plaketa Verifikacijskega centra Slovenske vojske
- Priznanje za 10 let dela na Ministrstvu za obrambo Republike Slovenije
- Srebrna medalja Slovenske vojske
- Medalja v službi miru 2011
- Medalja Republike Francije za vojaško sodelovanje in osebni prispevek na mednarodnem področju (Medaille Commemoratove Francaise)
- Priznanje načelnika GŠSV oktober 2013
- Medalja v službi miru 2014
- Priznanje za 20 let dela na Ministrstvu za obrambo Republike Slovenije 2016
- Strelno orožje ministra za obrambo 2018.

S soprogo Jolando, prebivajo v Ljubljani.
Sin Miha rojen 12. junija 1991 (v Kranju) in hči Kim rojena 14. decembra 2004 (v Washingtonu D.C., ZDA).